# جينيفر رو
جينيفر رو (بالإنجليزية: Jennifer Rowe)‏‏ (2 أبريل 1948 في سيدني - ) كاتِبة، وروائية، وكاتبة للأطفال من أستراليا.

## الجوائز
- Dromkeen Medal [الإنجليزية]‏
- وصيف وسام أستراليا[7]

## روابط خارجية
- جينيفر رو على موقع IMDb (الإنجليزية)
- جينيفر رو على موقع ميوزك برينز (الإنجليزية)
- جينيفر رو على موقع ميوزك برينز (الإنجليزية)
- جينيفر رو على موقع كينوبويسك (الروسية)